# Frühbuddhistische Tanzszenen
Frühbuddhistische Tanzszenen lassen sich in Reliefs und Malereien einiger früher buddhistischen Stätten in Indien finden. In den Szenen dient der Tanz meist der Unterhaltung in weltlichem oder göttlichem Kontext oder auch der Verführung zum weltlichen Leben. Häufig ist der letztere Aspekt in Darstellungen der Töchter von Mara vertreten, die vergeblich versuchen, den meditierenden Buddha zu verführen.

## Einführung
In Bharhut (im Norden von Madhya Pradesh) und Sanchi sind Ansätze von Bewegungsmustern zu finden, die vor allem in Amaravati (nahe Guntur) und Nagarjunakonda (Insel im Nagarjuna-Stausee), aber auch in den buddhistischen Höhlen (vgl. Höhlentempel in Asien) so verfeinert und stilisiert wurden, dass man eine Verbindung mit den klassischen indischen Tänzen, die sich auf das Natyashastra berufen, feststellen kann. In der Entwicklung des klassischen Tanzes im 20. Jahrhundert haben sich die Akteure immer wieder auf Tanzdarstellungen in Tempeln berufen, um unklare Passagen des Natyashastra für die Tanzpraxis zu erklären.
Eine genauere Betrachtung einiger Szenen lassen Bewegungen erkennen, die heute in klassischen indischen Tanzstilen oder Volkstanzstilen vorhanden sind.
Meist sind die abgebildeten Tänzer von Musizierenden umgeben, deren Instrumente teilweise noch heute in der klassischen indischen Musik gespielt werden. In Steinreliefs sind erkennbar: Vinas als Bogenharfen und Stabzithern, die Bambusflöte Venu (mit acht Löchern heute in Südindien gebräuchlich), die Fasstrommel Pushkara als Vorläufer von Mridangam und Pakhawaj, und Handzimbeln. Der erste Spielstab, der als Streichbogen gedeutet werden kann, taucht an einer Skulptur aus dem 4. bis 6. Jahrhundert in der Höhle 4 von Ajanta auf. Die Streich-Vinas waren weit entfernt von der späteren Sarangi.

## Die Stupas von Bharhut und Sanchi
Tanz- und Musikdarstellungen in den Reliefs der Stupas von Bharhut und Sanchi zeugen von einer Gesellschaft, in der beide Kunstformen -Tanz und Musik – lebendig waren.
Komplette Körperhaltungen können nicht mit den Angaben im Natyashastra identifiziert werden, aber der generelle Stil vor allem der Armhaltung im Zusammenhang mit der Haltung des Oberkörpers sowie die Betonung auf die Handhaltungen entsprechen dem speziellen Tanztypus der in den südasiatischen klassischen Tänzen auftritt. Auffällig ist der Kontrast der Geschmeidigkeit und Biegsamkeit der Oberkörperdarstellungen, zu der Steifheit der unteren Gliedmaßen. Die häufigste Handhaltung entspricht der Pataka Hasta.

### Bharhut
(Relief: Indian Museum, Calcutta, No. 182)

Folgende Szene schmückt das obere Drittel eines Pfeilers:
Der Turban des Buddha wird in einer Versammlungshalle aufbewahrt und von Adoranten verehrt. Vier Tänzerinnen sind unterhalb der Versammlungshalle abgebildet. Es handelt sich um Nymphen oder Kurtisanen, die in einer Reihe tanzen, und von Musikern zu ihrer Linken begleitet werden. Ihr Tanz lässt auf eine besondere Festlichkeit zur Reliquienverehrung schließen. Drei der Tänzerinnen halten ihre Füße wie in der Grundhaltung einiger südindischer klassischer Tänze – dem „Aramandi“ – nach außen gedreht, während die Knie jedoch im Gegensatz zum Aramandi ganz gerade oder in leichter Beugung sind. Die äußere Tänzerin hält ein Bein gerade, während das zweite in Swastika-Stellung gekreuzt ist. Die Arme der Tänzerinnen sind entweder voll ausgestreckt, oder am Ellbogen gebeugt, wobei die Hände an die Ohren gelegt sind. Fast alle Hände werden in Pataka-Hasta gehalten.

### Sanchi
(Relief: Westlicher Pfeiler des Südlichen Tores)

Eine weitere Tanzszene, in der der Kopfschmuck des Buddhas verehrt wird, befindet sich in Sanchi am unteren Ende eines Pfeilers des Südlichen Tores. Um die Mitte, in welcher der Turban dargestellt ist, sammeln sich Verehrer, eine Tänzerin mit Musikern und sitzende Figuren, die vermutlich die 33 Götter darstellen, die den Kopfschmuck des Erleuchteten auffingen, nachdem dieser ihn in die Luft geworfen hat. Die Beine der Nymphe sind durchgestreckt und der Oberkörper ist gerade gehalten, während der Kopf leicht gebeugt ist. Ihre Arme sind in einer Rundung auf Brusthöhe zusammengeführt, wobei ein Arm am Ellbogen und am Handgelenk angewinkelt ist. Eine ähnliche Bewegung, allerdings mit deutlicherer Beugung, ist in einer Malerei in der Höhle 1 in Ajanta zu sehen.

## Gandhara
Auch die Tanzdarstellungen Gandharas belegen die Verwendung, von Arm- und Fußhaltungen wie sie für den klassischen Indischen Tanz typisch sind. Es gibt vor allem mehrere Darstellungen, in denen Tänzerinnen in Swastika-Position mit dem Rücken zum Betrachter dargestellt werden, und einen Arm über den zur Seite gedrehten Kopf beugen.
In einem Relief sind zwei Tänzerinnen in klassischer Haltung dargestellt, die einander zugewandt tanzen. Beide halten die Beine in der Swastika-Position. Eine der Tänzerinnen ist in der beschriebenen Drehung dargestellt, wobei sie ihre Partnerin gleichzeitig anblickt. Diese hält eine Hand vor dem unteren Brustkorb, wie es im Tanz häufig in Nrtya – dem Ausdrucksteil des klassischen Tanzes- gemacht wird. Die Handhaltung, bei der die Finger geschlossen scheinen, sowie die Position des Armes erinnern an die Darstellung einer Knospe in Bharatanatyam.

## Die Stupas von Amaravati und Nagarjunikonda
Im Vergleich zu den Stupas Bharhuts und Sanchis wird der Tanz hier detaillierter, überschwänglicher und stilisierter dargestellt. Einige der Abbildungen zeigen komplexe Körperhaltungen, die im Natyashastra oder anderen alten Tanzschriften definiert sind.

### Amaravati
(Relief: British Museum, No.17, Elliot Collection Nr. 131 und 134)

Sichtbare Verwandtschaft mit dem klassischen Indischen Tanz hat eine Szene höfischer Unterhaltung, in der eine zentral tanzende Figur von Musikerinnen und sich entspannt amüsierenden Zuschauern umgeben ist. Vermutlich geht es bei der Darstellung um eine Aufführung zur Unterhaltung Nandas und seiner Frau. Weitere elegant dargestellte Frauen schauen ebenfalls der Aufführung zu oder sind mit Spielen beschäftigt.
Die Haltung der Tänzerin ist hier sehr fein ausgearbeitet: Während ihr Oberkörper frontal gehalten wird, ist ihre Hüfte in Richtung der Musiker gedreht, wohin auch ihr erhobenes überkreuztes Bein zeigt.
Ein Arm ist gebeugt, der Ellenbogen zur Seite gewinkelt und die Hand in Pataka oder Tripataka aufgestellt, wie es in Bharatanatyam zu sehen ist. Der andere Arm wird schräg nach unten gehalten und wirkt zugleich entspannt und kontrolliert – Eigenschaften, auf die beim klassischen indischen Tanztraining heute viel Wert gelegt wird. Der Oberkörper ist in zwei Hälften geteilt. Der obere Teil von Schulter bis Taille ist erhoben und zu einer Seite geschoben, ohne dass die Schulterlinie beeinträchtigt wird, was von einer Tänzerin ein hohes Maß an Schulung verlangt.

### Nagarjunikonda
Auf einem Relief in Nagarjunikonda sind drei Tänzerinnen frontal in der für südindische klassische Tänze typischen gebeugten Beinhaltung „Aramandi“ abgebildet, die in Bharhut bereits angedeutet war. Die zentrale Figur hält die Arme symmetrisch an den Ellbogen gebeugt, wobei die Hände in Pataka Hasta neben die Brust gehalten werden. Die beiden anderen Figuren stützen ihre äußeren Arme auf die Hüften und strecken die inneren Arme schräg nach oben in Richtung der mittleren Tänzerin. Die inneren Hände sind ebenfalls in Pataka Hasta.

## Buddhistische Höhlen
In den buddhistischen Höhlen sind wenige komplexe Tanzszenen zu finden. Allerdings gibt es
Darstellungen des tanzenden Shivas in Ellora, Elephanta und Ajanta. Vor allem in Ellora und Elephanta sind spezifische Haltungen Shivas zu sehen, die man in den folgenden Jahrhunderten immer wieder in der südasiatischen Kunst finden wird und die man in die Kategorie Nrttamurtis fasst.

## Malereien in Ajanta
Einige Tanzszenen sind in den Malereien Ajantas zu sehen. Hier sind vor allem vier Malereien zu nennen: eine höfische Tänzerin in Höhle 1, Töchter Maras am Bodhi-Baum in Höhle 10, eine tanzende Figur im Rad der Wiedergeburten in Höhle 17 und eine Tochter Maras in Höhle 26.

### Höhle 1
Die bekannteste der Malereien ist die Darstellung einer tanzenden und von Musikerinnen umgebenen Frau über der Tür der zweiten Zelle an der linken Wand der ersten Höhle. Sie ist Teil der Geschichte von Mahajanaka. Mit Hilfe der Tanzperformance versucht Mahajanakas Frau ihren Gatten davon abzuhalten, sich vom weltlichen Leben zurückzuziehen. Die Tänzerin steht im Mittelpunkt, während die Musiker und andere Figuren im Kreis um sie herum angeordnet sind. Mahajanaka bleibt jedoch unberührt in Begleitung seiner Frau in einiger Entfernung zum Geschehen sitzen. Dem Künstler ist es gelungen, die tanzende Figur in einem Bewegungsmoment festzuhalten. Sie hält eine Hand in alapallava, während die zweite Hand in einer Bewegung von der gegenüberliegenden Seite zurückgeführt wird. Der rechte Fuß befindet sich in samapada während der linke in Bewegung dargestellt ist. Die Beugung von Kopf, Taille und Knie lassen die Figur in vollkommener Balance erscheinen. Die Haltung erinnert an die Tribhanga-Position im klassischen Odissi-Tanz. Das lange und langärmelige Kleid, das die Figur betont, wirkt sowohl im Schnitt als auch im Muster eher fremd. In anderen Tanzdarstellungen ist nichts Vergleichbares zu sehen. Die Hände tragen ein Daumen-Ringset, die Ohrringe sind fein ausgearbeitet und das Haupt ist mit Perlen bedeckt während der Zopf mit Blumen geschmückt ist. Das Kostüm, die Frisur und die Form der Augen sowie die allgemeine Stimmung der Darstellung weisen auf den späten Stil in Ajantas Malereien hin.
Der Blumenschmuck am Zopf ist in vielen südindischen klassischen Tanzstilen heute ein auffälliges Element.

### Höhle 10
Mit einer anderen Thematik befasst sich die Malerei in Höhle 10:
In der Mitte der Darstellung befindet sich der Bodhi-Baum, zu dessen rechten Seite Mara mit Anhängerschaft abgebildet ist. Links des Baumes sind Töchter Maras dargestellt, die klatschen, tanzen und musizieren. Im Zentrum des Geschehens sind zwei Tänzerinnen, um die die anderen Figuren im Halbkreis angeordnet sind. Die Oberkörper sind frei und mit einer langen breiten Kette geschmückt. An den Armen werden Armreife getragen. Auf Grund des schlechten Zustandes der Malerei ist nur der Oberkörper von einer Tänzerin gut erkennbar: Seine schräge Position mit geneigtem Kopf, sowie die Arme, von denen einer locker an der Hüfte abgestützt ist und der andere schräg nach oben gestreckt ist, vermittelt den Eindruck eines sehr schwungvollen und ausgelassenen Tanzes wie er eher in Volkstänzen zu finden ist.

### Höhle 17
Eine weitere Tanzszene ist in Höhle 17 im Rad der Wiedergeburt links der Veranda abgebildet. Die kleine Darstellung befindet sich in der unteren Ecke des obersten Sektors – der Welt der Götter. Ein Solotänzer ist in einer Haltung dargestellt, die an Shiva-Nataraja erinnert, da ein Arm in gajahasta gehalten wird (Elefantenrüsselgeste, linker Arm nach vorn gestreckt mit abwärts in Richtung des angehobenen linken Fußes zeigender Hand), während sich die Füße in swastika-Stellung befinden, wobei die Knie nur leicht gebeugt sind. Sechs himmlische Nymphen, die ihn musikalisch begleiten, sind im Halbkreis um ihn angeordnet. Zahlreiche Götter und andere himmlische Wesen sind im gleichen Abschnitt abgebildet. Die Tanzszene ist hier weniger zentral als in den bisher erwähnten Abbildungen.

### Höhle 26
Ein Relief an der linken Wand von Höhle 26 zeigt Mara und seine Töchter, die versuchen den meditierenden Buddha abzulenken. Die Tänzerin steht hier im Zentrum des unteren Abschnitts der Szene. Das linke Bein hält sie gerade, während das rechte in swastika-Stellung verschränkt ist. Die Hüfte ist nach links geschoben. Vor der Brust hält sie die rechte Hand wahrscheinlich in einer Geste, die im Abhinayadarpana kapitha genannt wird. Der rechte Arm hängt der Hüfte entlang nach unten. Die Haltung erinnert an die Gangbewegung im Odissi-Tanz.